# メインランド島 (オークニー諸島)
メインランド島 （メインランドとう、Mainland、古ノルド語:Megenland/Hrossey）は、スコットランド北部、オークニー諸島の島。島内には州都カークウォール、ストロムネスの町があり、フェリー港や空港のあるオークニーの心臓部である。

## 概要
高緯度にあることから冷涼な気候である。年間平均気温は8℃（夏期は12℃、冬期は4℃）。年間平均降雨量は850mmから940mmである。夏から初秋にかけ、霧が発生する。猛烈な強風が、年に4回か5回ほど予想される。夏には太陽が長く出ており、日の出が午前3時、日没が午後9時29分と昼が長いことがある。逆に冬は昼が短く、日の出午前9時、日没15時16分という記録がある。土壌は一般的に砂質のロームか、粉々になりやすいが強い泥からなり、非常に肥沃である。酸化カルシウムと泥灰土と同様、海藻も肥料にされている。
島西部には、新石器時代の建造物（スカラ・ブラエ、メイズハウ墳墓）、ピクト人の建造物が集まっている。また立石群のストーンズ・オブ・ステネスもある。
ヴァイキングの定住が早くからなされ、中世まではノルウェー王国の封土であったため、スコットランドというよりは北欧の影響が色濃く残っている。オークニー伯であった聖マグヌスへ捧げられた聖マグヌス大聖堂は、カークウォールにあるノルマン建築の好例である。
メインランド島西部のストロムネスは、17世紀後半からイングランドとフランスが戦争状態になったために重要視されるようになる。イギリス海峡を避けた運搬船が北回りで寄港したのである。捕鯨船や、ハドソン湾会社船が定期寄港地としていた。
第二次世界大戦中、メインランド島、サウス・ロナルドゼー島などをつなぐ土手道『チャーチル・バリアーズ』（en）が建設された。1939年10月14日、イギリス海軍の戦艦ロイヤル・オークが、スカパ・フロー軍港内でドイツのUボートU47に攻撃され沈没した事件がきっかけである。当時の海軍相ウィンストン・チャーチルが建設を命じたことからこの名がついた。